# 切爾列納河
切爾萊納河（烏克蘭語：Черлена），是烏克蘭西南部的河流，屬於普魯特河的左支流。該河流經切爾尼夫齊州的切爾尼夫齊區和德涅斯特區，河道全長36公里，流域面積366平方公里。